# Dyerophytum
Dyerophytum – rodzaj roślin z rodziny ołownicowatych (Plumbaginaceae). Obejmuje 3 gatunki występujące w Indiach (D. indicum), na Półwyspie Arabskim i Sokotrze (P. pendulum) oraz w południowo-zachodniej Afryce (D. africanum).

## Morfologia
Krzewy i krzewinki o liściach skrętoległych, całobrzegich, łuskowatych. Kwiaty zebrane w gęste, kłosokształtne kwiatostany, z drobnymi przysadkami. Kielich trwały, 5-kanciasty (skrzydlasty), na końcu z 5 ząbkami. Korona z płatkami w dole rurkowato zrośniętymi i 5 wolnymi końcami. Pręcików jest 5. Zalążnia 5-kanciasta, z pojedynczą szyjką słupka na końcu podzieloną na 5 owłosionych ramion zakończonych znamionami. Owocem jest torebka otwierająca się 5 klapami od nasady ku górze. 

## Systematyka
Pozycja według APweb (aktualizowany system APG III z 2009)
Rodzaj z rodziny ołownicowatych (Plumbaginaceae) należącej do rzędu goździkowców reprezentującego dwuliścienne właściwe. W obrębie rodziny rodzaj należy do podrodziny Plumbaginoideae.
Wykaz gatunków
- Dyerophytum africanum (Lam.) Kuntze
- Dyerophytum indicum (Gibbs ex Wight) Kuntze
- Dyerophytum pendulum (Balf.f.) Kuntze